# Оксидація за Коллінсом
Оксидація за Коллінсом (рос. окисление Коллинза, англ. Collins oxidation) — оксидація органічних сполук за допомогою реактиву Коллінса — комплексу триоксиду хрому з піридином (CrO3•2піридин), який одержується при взаємодії зневоднених CrO3 і піридину in situ або з виділенням. Характерною є оксидація первинних і вторинних спиртових груп відповідно до альдегідних і кетонних у неводних розчинах (пр., CH2Cl2). Спосіб особливо цінний для сполук, чутливих до кислот.